# Empis nanlinga
Empis nanlinga är en tvåvingeart som beskrevs av Daugeron, Grootaert och Yang 2003. Empis nanlinga ingår i släktet Empis och familjen dansflugor. Inga underarter finns listade i Catalogue of Life.